# Bethuru, Davanagere
Bethuru là một làng thuộc tehsil Davanagere, huyện Davanagere, bang Karnataka, Ấn Độ.